# Srbljani

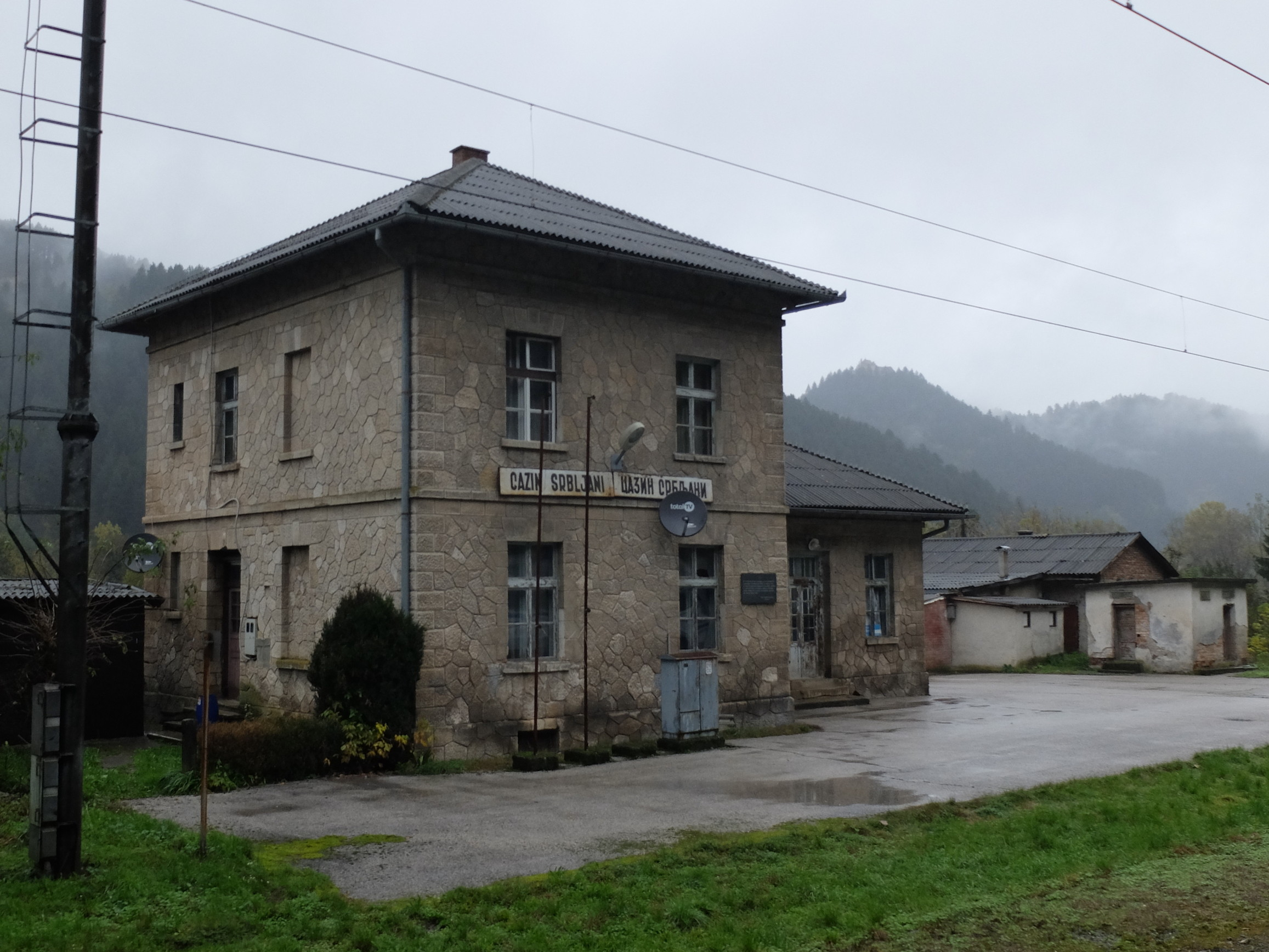
Bahnhof Cazin-Srbljani an der Una-Bahn

Srbljani (serbokroatisch-kyrillisch Србљани) ist ein zur Gemeinde Bihać gehörendes Dorf in Bosnien und Herzegowina. Es hatte nach dem letzten Zensus von 2013 etwa 1100 Einwohner. Vor dem Bosnienkrieg waren es noch 1300.
Das Dorf teilt sich in ein Unterdorf (Donji Srbljani) auf einer Höhe von etwa 190 Metern direkt an der Una und ein Oberdorf (Gornji Srbljani) auf einer Anhöhe rechts der Una auf etwa 345 Metern. Im Unterdorf befindet sich der Bahnhof Cazin-Srbljani an der Una-Bahn. Der Name des Dorfes geht auf die Serben zurück, die Mehrheit der Bewohner stellen jedoch die Bosniaken.